# Glutamato N-acetiltransferase
Em enzimologia, uma glutamato N-acetiltransferase (EC 2.3.1.35) é uma enzima que catalisa a reação química:
N2-acetil-L-ornitina + L-glutamato {\displaystyle \rightleftharpoons } L-ornitina + N-acetil-L-glutamato
Assim, os dois substratos desta enzima são N2-acetil-L-ornitina e L-glutamato, enquanto seus dois produtos são  L-ornitina e N-acetil-L-glutamato.
Esta enzima pertence à família das transferases, especificamente aqueles aciltransferases transferindo grupos que não sejam grupos aminoacil.  O nome sistemático desta classe de enzima é  N2-acetil-L-ornitina:L-glutamato N-acetiltransferase.  Outros nomes de uso comum incluem ornitina transacetilase, alfa-N-acetil-L-ornitina:L-glutamato N-acetiltransferase, acetilglutamato sintetase, acetilglutamato-acetilornitina transacetilase, acetilglutâmico sintetase, acetilglutâmico-acetilornitina transacetilase, acetilornitinase, acetilornitina glutamato acetiltransferase, glutamate acetiltransferase, N-acetil-L-glutamato sintetase, N-acetilglutamate sintase, N-acetilglutamate sintetase, ornitina acetiltransferase, e 2-N-acetil-L-ornitina:L-glutamate N-acetiltransferase.  Esta enzima participa no ciclo da ureia e metabolismo dos grupos amino.

## Estudos estruturais
No final de 2007, 4 estruturas tem sido resolvidas para essa classe de enzimas, com códigos de acesso PDB 1VRA, 1VZ6, 1VZ7, e 1VZ8.